# هوکنهایم
شهر هوکنهایمدر ایالت بادن-وورتمبرگ در کشور آلمان واقع شده‌است.